# Inmaculada (Iglesia de Santiago de As Caldas)
La Inmaculada es una talla anónima del siglo xix. Está ubicada en la Iglesia de Santiago de As Caldas, en Orense (Galicia, España).

## Historia
De autoría anónima y fecha desconocida, la imagen procede posiblemente de la antigua capilla situada junto al cercano cementerio de As Caldas, uno de los tres camposantos de la ciudad de Orense junto con los de Santa Mariña y San Francisco. Entre las obras más destacadas de la iglesia, la Virgen fue objeto de una labor de restauración en noviembre de 2008 por parte del Centro Técnico San Martín, siendo los costes de la reparación (1545 euros) sufragados por los fieles.

## Descripción
La talla constituye una de las numerosas réplicas de la Inmaculada realizada por Isidro Carnicero en 1763. Esta imagen, muy admirada en la época (sobre todo en Roma), fue descrita por el propio autor como «bien conozida por los muchos Escultores, y Pintores que han comprado exenplares de ella», mientras que según el pintor e historiador Juan Agustín Ceán Bermúdez, el modelo fue «muy celebrado, y anda repetido en los talleres de todos los profesores». La Virgen, emplazada en el lado de la epístola y próxima al retablo mayor (obra de Maximino Magariños Rodríguez), presenta un rostro maduro caracterizado por unas facciones marcadas en las que sobresalen una boca pequeña, una nariz prominente y unos ojos casi cerrados con la vista dirigida al suelo. Ambos brazos están flexionados y las manos delicadamente posadas sobre el pecho en actitud de recogimiento. La Inmaculada, policromada y estofada a pincel, viste una túnica blanca de escasos pliegues aunque muy marcados, un velo que rodea la cabeza y muestra cierto vuelo en la parte posterior, y un manto de un intenso azul celeste salpicado de diminutas estrellas y dotado de mucho movimiento gracias al vuelo de las telas, produciendo a su vez una cascada de pliegues en diagonal que contrasta con el sentido opuesto de los drapeados de la túnica, lo que crea un esquema triangular. La imagen muestra un claro contrapposto gracias a la posición adelantada de la pierna izquierda, cuya notable flexión ayuda a la formación de claroscuros en el manto. La Virgen, de estilo puramente neoclásico y academicista, se apoya en un escabel compuesto por un nimbo sobre el que destaca una serpiente, representación de Satanás, con la boca abierta y siendo aplastada por la Inmaculada con el pie derecho. A los pies de la Purísima, ubicada sobre una peana consistente en un doselete octogonal con seis arcos ojivales trilobulados, se halla a su vez una media luna dorada con las puntas hacia abajo (acorde a la doctrina de los antiguos tratadistas), mientras que tras la Virgen sobresalen las cabezas aladas de dos querubines.